# Шиловский музейный историко-культурный комплекс
Ши́ловский музе́йный исто́рико-культу́рный ко́мплекс — муниципальное учреждение культуры Шиловского района Рязанской области. Включает в себя структурные подразделения, расположенные в посёлке Шилово, сёлах Срезнево и Лунино.

## История музейного комплекса
Шиловский районный краеведческий музей был открыт 17 октября 1974 года местным краеведом Андреем Николаевичем Гавриловым в Доме пионеров. В создании музея и сборе коллекций активное участие приняли жители Шиловского района, деятельно способствовали организации музея учителя-краеведы Н. А. Пантюшов, И. Г. Малахов и П. И. Гусев.
В 1981 году музей получил новое помещение и стал самостоятельной организацией. Через десять лет музею присвоено звание народный. В начале 2000-х годов выполнена полная реконструкция зданий и создана новая экспозиция.
В декабре 2017 года краеведческий музей был реорганизован. В состав образованного муниципального учреждения культуры «Музейный историко-культурный комплекс» муниципального образования — Шиловский муниципальный район Рязанской области вошли Шиловский краеведческий музей, Этнокультурный центр «Заряна» и Мемориальный комплекс академика И. И. Срезневского.
В 2022 году состоялось присоединение к музейному комплексу родовой усадьбы Луниных.

## Структурные подразделения комплекса

### Шиловский краеведческий музей
Музей расположен в правом крыле здания по адресу п. Шилово, ул. Спасская, д. 38 54°19′37″ с. ш. 40°53′35″ в. д..
Собрание музея
Фонды музея насчитывают более 6 тысяч единиц хранения. Наиболее яркая их часть — археологическое собрание музея и собрание предметов раннего средневековья.
Экспозиции музея
- Палеонтологическая экспозиция — Знакомит с древнейшей жизнью на территории района. Экспонируются окаменевшие раковины аммонитов и белемнитов, кораллы, черепа доисторических животных, бивни мамонта и лапа пещерного медведя.
- Археологическая коллекция — Одна из крупнейших в Рязанской области, основу которой составили находки Волго-Донской археологической экспедиции, сделанные работавшим в её составе А. Н. Гавриловым. Экспозицией охвачен период от мезолита до средневековья: есть информация о племенах и народах, в разное время населявших территорию района, в том числе о представителях Рязано-окской археологической культуры (предках финно-угорских племён мещера, меря, мурома и эрзя), о пришедших им на смену в X веке славянах и монгольском нашествии XIII века. Включает в себя орудия труда, украшения, элементы воинской культуры и предметы быта. Одна из витрин посвящена традиционным верованиям и становлению христианства в крае. На макете воспроизведены раскопоки финно-угорского могильника III—VII веков с обнаруженными в нём украшениями.
- XVIII — начало XX века — Рассказывается об известных дворянских фамилиях Шиловского края, о кровопролитных войнах и воинских традициях, о промыслах и ремёслах, о развитии промышленности, торговли и предпринимательства.
- История Шиловского края в XX веке — Представлены периоды эпохи социализма: гражданской войны, НЭПа и гонений на церковь, индустриализации 30-х годов, Великой Отечественной войны и восстановления страны в послевоенные годы. Также дана информация о посёлке на пороге XXI века.
- Выставочный зал — Пространство для проведения временных выставок и интерактивно-анимационных программ.

Руководители музея и комплекса
Музеем и комплексом руководили директора Гаврилов Александр Петрович и Спирин Николай Иванович, в настоящее время — Фомин Александр Александрович.

### Этнокультурный центр «Заряна»
Этнокультурный центр расположен в левом крыле здания по адресу п. Шилово, ул. Спасская, д. 38 54°19′36″ с. ш. 40°53′36″ в. д..
В 1988 году в Шиловском краеведческом музее начался эксперимент по популяризации традиционной обрядовой и песенной культуры региона. Был создан детский этнографический ансамбль «Русалица», участники которого встречались в экспедициях с хранителями традиции и фактически жили в музее жизнью крестьян начала XX века: шили, пряли, делали украшения. В 1994 году на базе этнографического ансамбля был создан Центр народного творчества «Заряна». Современный этнокультурный центр «Заряна» занимается изучением, сохранением и популяризацией народной культуры Шиловского края. Собрано свыше 4500 предметов традиционной культуры. Обширный этнографический архив хранит сведения о фольклоре, обычаях, верованиях, кухне и праздниках местных жителей. Проводятся мастер-классы по ткачеству, лепке из глины и лозоплетению.

### Мемориальный комплекс академика И. И. Срезневского
Музей имени И. И. Срезневского расположен по адресу с. Срезнево, ул. Срезневского, д. 2 54°21′43″ с. ш. 40°37′47″ в. д..
В 2002 году к 190-летию со дня рождения учёного в селе Срезнево на правах филиала Шиловского краеведческого музея был открыт «Мемориальный комплекс имени академика И. И. Срезневского». Он расположен в здании построенной в 1890 году по инициативе и на средства сельского священника В. Г. Катинского церковно-приходской школы и действует как единый мемориал, состоящий из посвящённого выдающемуся русскому учёному академику И. И. Срезневскому музея и паломнического центра для поклонения православной святыне — чудотворной иконе Божией Матери «Споручница грешных». Отдельным направлением деятельности комплекса является работа по изучению истории Православия, а также жизни и подвижничества святых мучеников, жертв репрессий и гонений на церковь.

### Усадебный комплекс Луниных
Главный корпус усадьбы расположен по адресу с. Лунино, ул. Речная, д. 1 54°20′35″ с. ш. 40°40′36″ в. д..
Усадьба построена в середине XVIII века М. К. Луниным, с последующей достройкой в начале XIX века. Памятник истории, градостроительства и архитектуры федерального значения.
В усадьбе планируется создание экспозиции, посвящённой роду Луниных и знаменитым дворянским родам Шиловского района.